# Jules Defrance
Jules Defrance was een Belgisch wielrenner. Hij was beroepsrenner van 1901 tot 1903 en werd in 1902 Belgisch kampioen in Putte. 
Jules Defrance was lid van de "Pesant Club Liegois" en van 1901 tot 1903 beroepswielrenner. 
In november 1902 vond het Belgisch kampioenschap op de weg plaats. Dit kampioenschap was al enkele malen uitgesteld wegens problemen met de vergunning; het wielrennen op de weg was destijds nog veel slechter georganiseerd dan op de baan. De renners moesten in winterkleding starten.
Vanwege de slechte omstandigheden stonden er slechts vier deelnemers aan de start, één beroepsrenner en drie amateurs, waardoor Jules Defrance torenhoog favoriet voor het landskampioenschap was. Toch had hij maar een verwaarloosbare 16 seconden voorsprong op de amateur Emile Lombard, die een jaar later beroeps en dat jaar de eerste klassementsleider in de Ronde van Frankrijk zou worden. 
In 1910 nam Defrance nog deel aan de Ronde van Frankrijk. Over de verdere levensloop van Jules Defrance is niets bekend.

## Resultaten in voornaamste wedstrijden
| Jaar | Ronde van Italië | Ronde van Frankrijk | Ronde van Spanje |
| ---- | ---------------- | ------------------- | ---------------- |
| 1910 |                  | opgave              |                  |